# Epania brachelytra
Epania brachelytra là một loài bọ cánh cứng trong họ Cerambycidae.